# Ideální plyn

Model ideálního plynu v nádobě s pevnými stěnami. Některé molekuly jsou barevně odlišeny pro snadnější sledování pohybu.

Ideální (dokonalý) plyn je plyn, který má na rozdíl od skutečného plynu tyto ideální vlastnosti: je dokonale stlačitelný a bez vnitřního tření.
Částice takového plynu musejí splňovat následující podmínky:
- rozměry částic jsou zanedbatelné vzhledem ke vzdálenostem mezi nimi (částice ideálního plynu lze tedy považovat za hmotné body, které se navzájem nedotýkají; pouze v okamžiku srážky),
- kromě srážek na sebe částice jinak nepůsobí,
- celková kinetická energie částic se při vzájemných srážkách nemění, tzn. srážky částic jsou dokonale pružné.

Důsledkem těchto podmínek je dokonalá stlačitelnost a dokonalá tekutost ideálního plynu.

## Vlastnosti
Skutečné plyny téměř vyhovují podmínkám ideálního plynu v omezeném rozsahu kolem teploty 0 °C a tlaku 101 325 Pa (tzn. za normálních podmínek). Reálné plyny se vlastnostem ideálního plynu přibližují při dostatečně vysoké teplotě a nízkém tlaku.
Ideální plyn se používá ke zjednodušenému zkoumání vlastností a chování plynů při mechanických a termodynamických dějích. Pro termodynamické děje v plynech platí stavová rovnice ideálního plynu:
{\displaystyle pV=NkT\,,}
kde {\displaystyle p} je tlak plynu, {\displaystyle V} je objem, {\displaystyle N} celkový počet částic plynu, {\displaystyle T} termodynamická teplota a {\displaystyle k} Boltzmannova konstanta.
Průměrná kinetická energie jedné částice ideálního plynu je podle ekvipartičního principu přímo úměrná teplotě:
{\displaystyle E_{0}={3 \over 2}kT\,.}
Tuto energii lze vyjádřit rovněž pomocí střední kvadratické rychlosti částic:
{\displaystyle E_{0}={1 \over 2}m_{0}v_{k}^{2}\,,}
kde {\displaystyle m_{0}} je hmotnost jedné částice.
Tlak ideálního plynu lze vyjádřit pomocí základní rovnice:
{\displaystyle p={1 \over 3}{N \over V}m_{0}v_{k}^{2}={1 \over 3}\varrho v_{k}^{2}\,,}
kde {\displaystyle V} je objem nádoby a {\displaystyle \varrho } je hustota plynu.
Z uvedených vztahů lze určit celkovou vnitřní energii ideálního plynu, která odpovídá úhrnné kinetické energii částic:
{\displaystyle U=NE_{0}={3 \over 2}pV\,,}